# Федорович, Александр Иосифович
Александр Иосифович Федорович — советский хозяйственный, государственный и политический деятель, Герой Социалистического Труда.

## Биография
Родился в 1918 году в Паше. Член КПСС.
Участник Великой Отечественной войны, работник на военно-восстановительном поезде. С 1946 года — на хозяйственной, общественной и политической работе. В 1946—1990 гг. — начальник производственного отдела, заместитель начальника, начальник Ленинградского управления строительно-восстановительных работ, управляющий трестом «Севзаптрансстрой» Министерства транспортного строительства СССР
Указом Президиума Верховного Совета СССР от 28 июля 1966 года присвоено звание Героя Социалистического Труда с вручением ордена Ленина и золотой медали «Серп и Молот».
За архитектуру Морского вокзала в Ленинграде был в составе коллектива удостоен Государственной премии СССР в области литературы, искусства и архитектуры 1984 года.
Умер в Санкт-Петербурге в 2002 году.